# Cayo Great Harbour
El Cayo Great Harbour (en inglés: Great Harbour Cay) es la isla principal del grupo al norte de las islas Berry. El archipiélago es una cadena en forma de estribo de treinta cayos grandes y numerosos cayos pequeños de unas treinta y dos millas de longitud. Las islas están situadas al sur de Gran Ábaco y a unos cuarenta kilómetros al norte-noroeste de Nassau.
La belleza natural de las Islas Berry es extraordinaria. Tiene siete millas (11 km) de playas frente al mar que incluyen enclaves aislados, cavernas, y extensiones abiertas.